# 寧海府
寧海府是元代雲南行中書省所屬的一個府，元憲宗初內附，置寧部萬户，後改寧海府，領通海縣，至元二十七年革。在今雲南省玉溪市江川區西五十里伏家營鄉舊州村大雄寺傍。